# Monostichella
Monostichella is een geslacht van schimmels uit de orde Helotiales. De typesoort is Monostichella robergei.

## Soorten
Volgens Index Fungorum telt het geslacht tien soorten (peildatum februari 2022):
| Soortnaam                    | Auteur(s)               | Publicatiejaar |
| ---------------------------- | ----------------------- | -------------- |
| Monostichella aequatoriensis | (Petr.) Arx             | 1957           |
| Monostichella alni           | (Ellis & Everh.) Arx    | 1957           |
| Monostichella hysterioidea   | (Dearn. & Barthol.) Arx | 1957           |
| Monostichella indica         | B. Sutton               | 1980           |
| Monostichella nothofagi      | P.R. Johnst.            | 1999           |
| Monostichella osmundae       | H. Ruppr.               | 1959           |
| Monostichella potentillae    | Arx                     | 1957           |
| Monostichella robergei       | (Desm.) Höhn.           | 1916           |
| Monostichella salicis        | (Westend.) Arx          | 1957           |
| Monostichella trevesiae      | Keissl.                 | 1924           |